# 우후시
우후(한국어: 무호, 중국어: 芜湖, 병음: Wúhú)는 안후이성 남동쪽에 위치한 지급시이다. 장강 남동쪽 기슭에 위치해있으며 남동쪽으로 쉬안청, 남서쪽으로 츠저우, 퉁링, 북동쪽으로 마안산, 동쪽으로 장쑤성과 접하고 있다.

## 역사
우후는 최소한 BC770년 경부터 주거지가 존재했을 것으로 알려져 있다. 이곳은 삼국시대 때 전략적으로 중요한 마을이 되었고 동오의 지배를 받았다. 이때 이곳은 추주라는 이름으로 알려져있었다. 명나라 때 우후는 중요한 상업 중심지이자 하항으로 발전하였다.
1644년에 남명의 황제 중 하나인 복왕은 우후에서 청나라 군대에 의해 사로잡혔다. 도시는 1876년에 개항장이 되었고 이후로도 계속 상업 중심지로 남았다.
우후는 1920년~1930년대 군벌 시대에 산적들이 이 지역에 활동하기 전까지 쌀, 목재, 차의 교역으로 번성하였다. 2차 대전 때 우후의 주민들은 호수 주변에 숨어 일본군에 맞서 싸웠다.
2차 대전 후에 우후는 방직, 제지, 거대 자동차 공장이 개발되었다. 그럼에도 불구하고 우후는 공업 생산에서 마안산이나 퉁링에 뒤처졌고 주로 쌀, 비단, 목화, 차, 밀, 달걀 등의 교역 중심지로 남았다.

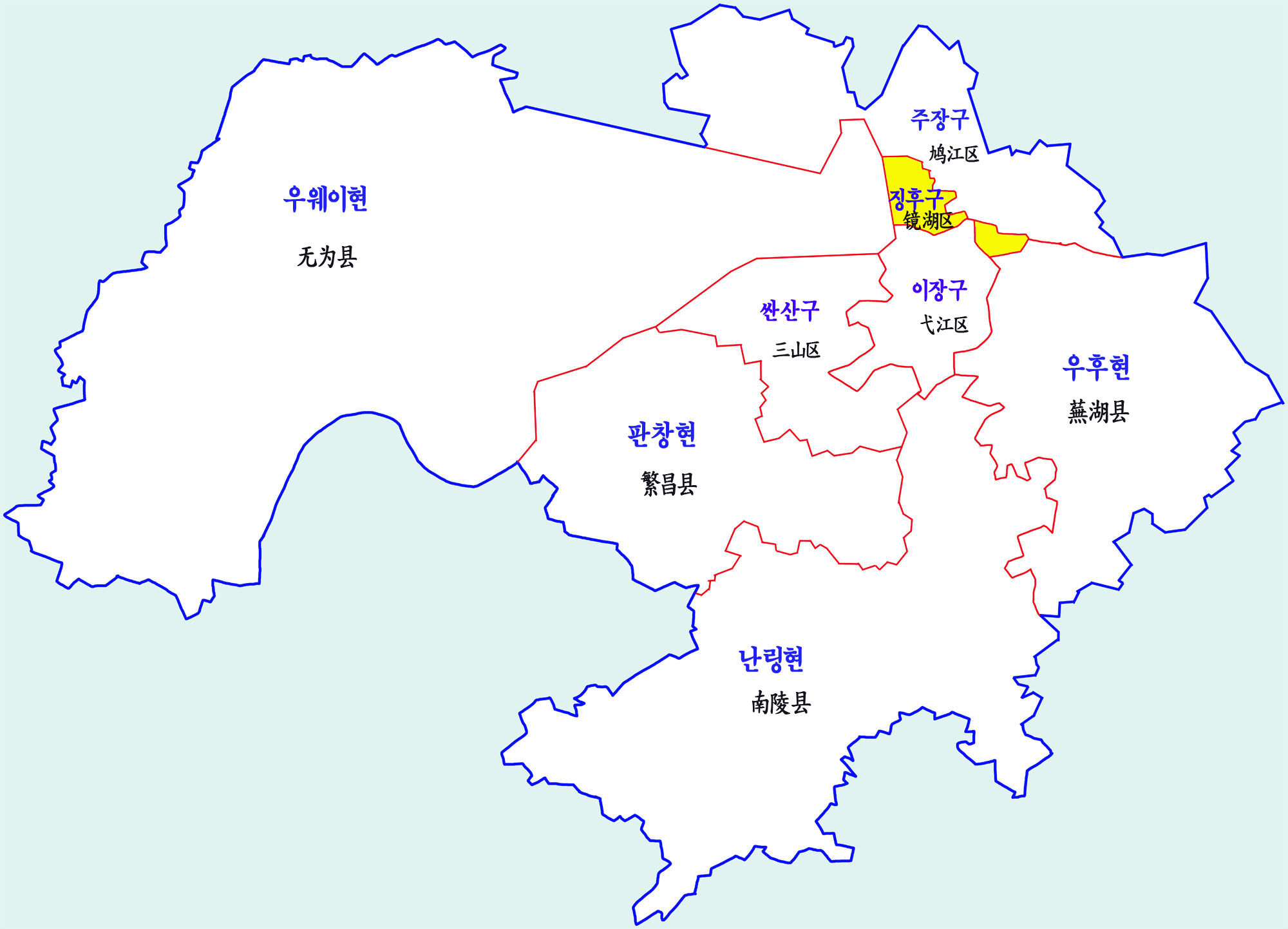
우후시 현급행정구역도

체리 자동차공장 소재지다

## 인구
| 연도                  | 인구      | ±%     |
| --------------------- | --------- | ------ |
| 1953                  | 242,143   | —      |
| 1964                  | 333,465   | +37.7% |
| 1982                  | 456,219   | +36.8% |
| 1990                  | 441,999   | −3.1%  |
| 2000                  | 641,259   | +45.1% |
| 2010                  | 1,108,087 | +72.8% |
| 2020                  | 1,598,165 | +44.2% |
| 출처: Census in China |           |        |

## 기후
| 우후시의 기후                                                 | 우후시의 기후 | 우후시의 기후 | 우후시의 기후 | 우후시의 기후 | 우후시의 기후 | 우후시의 기후 | 우후시의 기후 | 우후시의 기후 | 우후시의 기후 | 우후시의 기후 | 우후시의 기후 | 우후시의 기후 | 우후시의 기후 |
| 월                                                            | 1월           | 2월           | 3월           | 4월           | 5월           | 6월           | 7월           | 8월           | 9월           | 10월          | 11월          | 12월          | 연간          |
| ------------------------------------------------------------- | ------------- | ------------- | ------------- | ------------- | ------------- | ------------- | ------------- | ------------- | ------------- | ------------- | ------------- | ------------- | ------------- |
| 역대 최고 기온 °C (°F)                                        | 21.1 (70.0)   | 29.4 (84.9)   | 30.7 (87.3)   | 34.4 (93.9)   | 35.9 (96.6)   | 38.2 (100.8)  | 40.1 (104.2)  | 41.0 (105.8)  | 38.6 (101.5)  | 33.2 (91.8)   | 29.2 (84.6)   | 22.6 (72.7)   | 41.0 (105.8)  |
| 일평균 최고 기온 °C (°F)                                      | 7.7 (45.9)    | 10.5 (50.9)   | 15.5 (59.9)   | 21.9 (71.4)   | 27.1 (80.8)   | 29.6 (85.3)   | 33.1 (91.6)   | 32.6 (90.7)   | 28.4 (83.1)   | 23.1 (73.6)   | 16.9 (62.4)   | 10.3 (50.5)   | 21.4 (70.5)   |
| 일일 평균 기온 °C (°F)                                        | 3.9 (39.0)    | 6.3 (43.3)    | 10.8 (51.4)   | 17.0 (62.6)   | 22.3 (72.1)   | 25.6 (78.1)   | 29.2 (84.6)   | 28.6 (83.5)   | 24.2 (75.6)   | 18.6 (65.5)   | 12.3 (54.1)   | 6.1 (43.0)    | 17.1 (62.7)   |
| 일평균 최저 기온 °C (°F)                                      | 1.0 (33.8)    | 3.1 (37.6)    | 7.2 (45.0)    | 12.8 (55.0)   | 18.2 (64.8)   | 22.3 (72.1)   | 26.0 (78.8)   | 25.5 (77.9)   | 21.1 (70.0)   | 15.1 (59.2)   | 8.8 (47.8)    | 3.0 (37.4)    | 13.7 (56.6)   |
| 역대 최저 기온 °C (°F)                                        | −7.8 (18.0)   | −8.1 (17.4)   | −3.2 (26.2)   | 2.7 (36.9)    | 9.6 (49.3)    | 13.4 (56.1)   | 19.4 (66.9)   | 17.4 (63.3)   | 13.1 (55.6)   | 3.8 (38.8)    | −3.1 (26.4)   | −8.5 (16.7)   | −8.5 (16.7)   |
| 평균 강수량 mm (인치)                                         | 65.6 (2.58)   | 70.6 (2.78)   | 101.9 (4.01)  | 100.4 (3.95)  | 113.7 (4.48)  | 209.6 (8.25)  | 185.3 (7.30)  | 144.1 (5.67)  | 80.1 (3.15)   | 56.1 (2.21)   | 59.4 (2.34)   | 43.2 (1.70)   | 1,230 (48.42) |
| 평균 강수일수 (≥ 0.1 mm)                                      | 10.8          | 10.5          | 12.4          | 11.2          | 11.5          | 12.3          | 11.6          | 11.5          | 8.3           | 8.1           | 9.0           | 7.9           | 125.1         |
| 평균 강설일수                                                 | 3.9           | 2.1           | 0.7           | 0.1           | 0             | 0             | 0             | 0             | 0             | 0             | 0.4           | 1.0           | 8.2           |
| 평균 상대 습도 (%)                                            | 77            | 75            | 74            | 72            | 72            | 78            | 78            | 79            | 78            | 76            | 77            | 75            | 76            |
| 평균 월간 일조시간                                            | 106.0         | 110.8         | 138.1         | 165.2         | 177.8         | 149.5         | 198.7         | 191.5         | 151.8         | 156.6         | 135.6         | 124.9         | 1,806.5       |
| 가능 일조율                                                   | 33            | 35            | 37            | 42            | 42            | 35            | 46            | 47            | 41            | 45            | 43            | 40            | 41            |
| 출처: 중국기상국 (평년값: 1991년~2020년, 극값: 1981년~2010년) |               |               |               |               |               |               |               |               |               |               |               |               |               |

## 행정 구역
4개의 시할구와 4개의 현을 관할한다.
시할구
- 주장 구(鸠江区)
- 싼산 구(三山区)
- 이장 구(弋江区)
- 징후 구(镜湖区)

현
- 우후 현(芜湖县)
- 판창 현(繁昌县)
- 난링 현(南陵县)
- 우웨이 현(无为县)

## 교통

### 항공
- 우후 쉬안청 공항

### 철도
- 우후 역 (중국철로고속 이용가능)

## 자매 도시
- 일본 고치시
- 이탈리아 파비아
- 스페인 토레용 드 아르도즈